# Филип Ернст (Шлезвиг-Холщайн-Зондербург-Глюксбург)
Филип Ернст фон Шлезвиг-Холщайн-Зондербург-Глюксбург (на немски: Philipp Ernst von Schleswig-Holstein-Sonderburg-Glücksburg; * 5 май 1673, Глюксбург; † 12 ноември 1729, Глюксбург) е херцог на Шлезвиг-Холщайн-Зондербург-Глюксбург.

## Произход
Той е син на херцог Христиан фон Шлезвиг-Холщайн-Зондербург-Глюксбург (1627 – 1698) и Агнес Хедвиг фон Шлезвиг-Холщайн-Зондербург-Пльон (1640 – 1698), дъщеря на херцог Йоахим Ернст I фон Шлезвиг-Холщайн-Зондербург-Пльон (1595 – 1671) и принцеса Доротея Августа фон Шлезвиг-Холщайн-Готорп (1602 – 1682).

## Фамилия
Филип Ернст се жени 3 пъти.
Първи брак: на 15 февруари 1699 г. в замък Христианбург Айзенберг с Кристиана фон Саксония-Айзенберг (4 март 1679 – 24 май 1722), единствената дъщеря на херцог Кристиан фон Саксония-Айзенберг (1653 – 1707) и първата му съпруга принцеса Кристиана фон Саксония-Мерзебург (1659 – 1679), дъщеря на херцог Кристиан I фон Саксония-Мерзебург (1615 – 1691) и съпругата му Кристиана фон Шлезвиг-Холщайн-Зондербург-Глюксбург (1634 – 1701). Те имат децата:
- Христиана Ернестина (1699 –1750)
- Фридрих (1701 – 1766), херцог на Шлезвиг-Холщайн-Зондербург-Глюксбург, женен на 19/29 юни 1745 г. в Детмолд за графиня Хенриета Августа фон Липе-Детмолд (1725 – 1777), дъщеря на граф Симон Хайнрих Адолф (1694 – 1734) и принцеса Йохана Вилхелмина фон Насау-Идщайн (1700 – 1756), дъщеря на княз Георг Август фон Насау-Идщайн
- Христиан Филип (1702 – 1703)
- Карл Ернст (1706 – 1761), херцог на Шлезвиг-Холщайн-Зондербург-Глюксбург, женен на 13 юни 1749 г. в Лемго за графиня Анна Шарлота фон Липе-Детмолд (1724 – 1796), дъщеря на граф Христоф Лудвиг фон Липе-Детмолд (1679 – 1747) и Анна Сузана Фонтаниер (1686 – 1728)
- Луиза София Фридерика (1709 – 1782), абатеса на Валое
- Шарлота Амалия (1710 – 1777)
- София Доротея (1714 – 1736)

Втори брак: на 2 септември 1722 г. с графиня Катерина Христина фон Алефелт (14 ноември 1687 – 8 май 1726), дъщеря на граф Детлев Зиверт фон Алефелдт (1658 – 1714). Те имат двама сина:
- Христиан Ернст (1724 – 1726)
- син (*/† 1726)

Трети брак: на 17 октомври 1726 г. в Августенбург с принцеса Шарлота Мария фон Шлезвиг-Холщайн-Зондербург-Августенбург (5 септември 1697 – 30 април 1760), дъщеря на херцог Фридрих Вилхелм (1668 – 1714) и София Амалия фон Алефелд в Лангеланд (1675 – 1741). Бракът е бездетен.

## Литераура
- Michel Huberty, L'Allemagne dynastique, Volume 7, Giraud, 1994, ISBN 2-901138-07-1, ISBN 978-2-901138-07-5